# إيرادات الدولة
إيرادات الدول هي التي تتحمل تغطية النفقات العامة في الدولة، ويتم الموازنة بين الإيرادات والنفقات العامة في الموازنة العامة للدولة، ويكون هناك عجز، أو فائض.